# Neonesomia
Neonesomia là một chi thực vật có hoa trong họ Cúc (Asteraceae).

## Loài
Chi Neonesomia gồm các loài: